# Manglar
El manglar es un área biótica o bioma formada por árboles muy tolerantes a las sales existentes en la zona intermareal cercana a la desembocadura de cursos de agua dulce en latitudes tropicales y subtropicales. Así, entre las áreas con manglares se incluyen estuarios y zonas costeras. Tienen una gran diversidad biológica con alta productividad y en ellas se encuentran muchas especies, tanto de aves como de peces, crustáceos, moluscos y otras.
Su nombre deriva de los árboles que los forman, los mangles. El término mangle (de donde se deriva mangrove en alemán, francés e inglés) proviene probablemente de una voz caribe, arahuaca,o  guaraní; y significaría árbol torcido. Normalmente se dan como barrera debido a motivos de desarrollo, cuando la costa ha sufrido una rápida erosión. También sirven de hábitat para numerosas especies y proporcionan una protección natural contra fuertes vientos, olas producidas por huracanes e incluso por maremotos.
Los manglares son biotopos (conjuntos de hábitat) tropicales y subtropicales, hábitats anfibios (con características acuáticas y terrestres), localizados en la zona intermareal (entre pleamar y bajamar), de costas protegidas o poco expuestas -golfos y ensenadas, bayous, marismas y estuarios o desembocaduras de ríos- con fondos blandos (de arenas, limos, lama o arcillas, nunca rocosos) y que reciben periódicamente agua dulce por escurrimiento. Los manglares están caracterizados por la predominancia, en un sitio dado, de unas pocas especies de una cohorte de 20 géneros y 54 especies de árboles (mangles) pertenecientes a muy diversas familias (16), a las cuales se asocian muchas otras especies de plantas herbáceas y leñosas; todas ellas poseen en común la propiedad de tolerar condiciones extremas de salinidad y bajas tensiones de oxígeno en aguas y suelo, para lo cual han evolucionado adaptaciones especiales fisiológicas o anatómicas.
Los manglares desempeñan una función primordial en la protección de las costas contra la erosión eólica y del oleaje. Poseen una alta productividad, alojan gran cantidad de organismos acuáticos, anfibios y terrestres; son motores generadores de vida, como hábitat de los estadios juveniles de cientos de especies de peces, moluscos y crustáceos. También son el hábitat temporal de muchas especies de aves migratorias septentrionales y meridionales.

## Composición específica y diversidad
Los manglares son más diversos en los paleotrópicos (India, sudeste asiático, Malasia) que en la América tropical (neotrópico). La diversidad más baja ocurre en el Caribe. Diversos autores dan cifras ligeramente diferentes para el número de especies bona fide de mangles, i. e., aquellas especies leñosas endémicas al biotopo, es decir que no se encuentran en ningún otro biotopo. Las más aceptadas son: Familias 11, géneros 16, especies 55. Más recientes que los citados aquí, presenta datos un tanto diferentes: Familias 16, géneros 20, especies, 54. Sin embargo, todas las especies denominadas mangles por Chapman, están en lista de Hogarth-Tomlinson, la diferencia está en los denominados componentes menores, especies poco frecuentes pero solo encontradas en los manglares. La tabla siguiente presenta las 55 especies de mangle y su distribución. Uno de los manglares más grandes del mundo, son los del Río Amazonas.
| Género especie (autor)                     | Familia          | Océano o mar         | Manglar                        |
| ------------------------------------------ | ---------------- | -------------------- | ------------------------------ |
| Aegiceras corniculatum ((L.) Blanco)       | Myrsinaceae      | Índico               | Golfo de Bengala               |
| Avicennia germinans ((L.) Stearn)          | Avicenniaceae    | Caribe/Pacífico Este | Pericaribeño                   |
| Avicennia marina ((Forssk.) Vierh.)        | Avicenniaceae    | Índico               | Golfo de Bengala               |
| Bruguiera gymnorrhiza ((L.) Savigny.)      | Rhizophoraceae   | Índico               | Golfo de Bengala               |
| Conocarpus erectus (L.)                    | Combretaceae     | Caribe/Pacífico Este |                                |
| Excoecaria agallocha (L.)                  | Euphorbiaceae    |                      |                                |
| Kandelia candel (Druce)                    | Rhizophoraceae   |                      |                                |
| Laguncularia racemosa (C.F.Gaertn.)        | Combretaceae     | Caribe/Pacífico Este | México                         |
| Rhizophora mangle (L.)                     | Rhizophoraceae   | Caribe/Pacífico Este |                                |
| Rhizophora racemosa (G.Mey.)               | Rhizophoraceae   | Caribe/Pacífico Este |                                |
| Sonneratia alba (Sm.)                      | Lythraceae       |                      |                                |
| Rhizophora stylosa (Griff.)                | Rhizophoraceae   |                      |                                |
| Pelliciera rhizophoreae (Planch. & Triana) | Tetrameristaceae |                      | Honduras, Costa Rica, Ecuador. |

### Comparación de varios manglares del mundo
| País o región                     | Sitio / manglar                                                                            | Área en manglar (km²)                  | Especies de mangle | Fauna asociada | Estatus de conservación (*) | Fuente |
| --------------------------------- | ------------------------------------------------------------------------------------------ | -------------------------------------- | --- | --- | --------------------------- | ------ |
| China                             | Reserva natural del manglar de Shankou                                                     | 40                                     | 14 especies: Rhizophora stylosa, Kandelia candel, Aegiceras corniculatum, Avicennia marina, Bruguiera gymnorrhiza, Excoecaria agallocha, etc. | Mamíferos: Dugong dugon y Sousa chinensis Aves: Larus saundersi, Platalea minor | De natural a modificado     |        |
| Colombia                          | Delta-estuario del río Magdalena, Ciénaga Grande de Santa Marta                            | 792 (manglares) 4.000 (delta-estuario) | 4 especies: Rhizophora mangle, Avicennia germinans, Laguncularia racemosa y Conocarpus erectus                                                | Mamíferos: 56 especies. Alouatta seniculus, Cebus albifrons, Ateles belzebuth, Aotus trivirgatus, Hydrochaeris hydrochaeris, Trichechus manatus y otros Aves: 198 especies (más de 50 migratorias); endémicas: Lepidopyga lilliae y Molothrus armenti; migratorias (Anatidae): Anas discors, A. americana, A. clypeata y Aythya affinis Reptiles: Caiman crocodilus fuscus, Crocodylus acutus, Iguana iguana, Tupinambis teguixin, Caretta caretta, y Dermochelys coriacea Peces: más de 100 especies (45 de agua dulce) | De modificado a deteriorado |        |
| Golfo de Guinea (delta del Níger) | Angola, Camerún, República Democrática del Congo, Guinea Ecuatorial, Gabón, Ghana, Nigeria | ?                                      | 2? | Mamíferos: Aves: | De modificado a alterado    |        |
| Sundarbans (Golfo de Bengala)     | India, Bangladés                                                                           | ?                                      | 30 | Mamíferos: Aves: | De modificado a alterado    |        |

(*) Definición de estatus de conservación (sensu IUCN), hace referencia a características de procesos ecológicos de reproducción, dispersión, colonización y sucesión, después de perturbaciones naturales o inducidas, más que a las condiciones particulares de hábitat u organismos.

Natural: habitado o no, recursos aprovechados o no, procesos proceden sin intervención humana.

Modificado: tasas de procesos de colonización y sucesión más lentas que en condición natural; pueden acelerarse mediante intervención humana, e. g., dispersión artificial de propágulos.

Alterado: procesos ecológicos muy lentos, sólo pueden ocurrir con intervención humana, e. g., repoblamiento, control de erosión o de fuego, etc.

Deteriorado: condición irreversible de transformación, procesos extremadamente lentos o inexistentes; requiere insumos importantes de tiempo y energía para restablecer funcionamiento ecológico natural

## Sucesión y zonación de los manglares

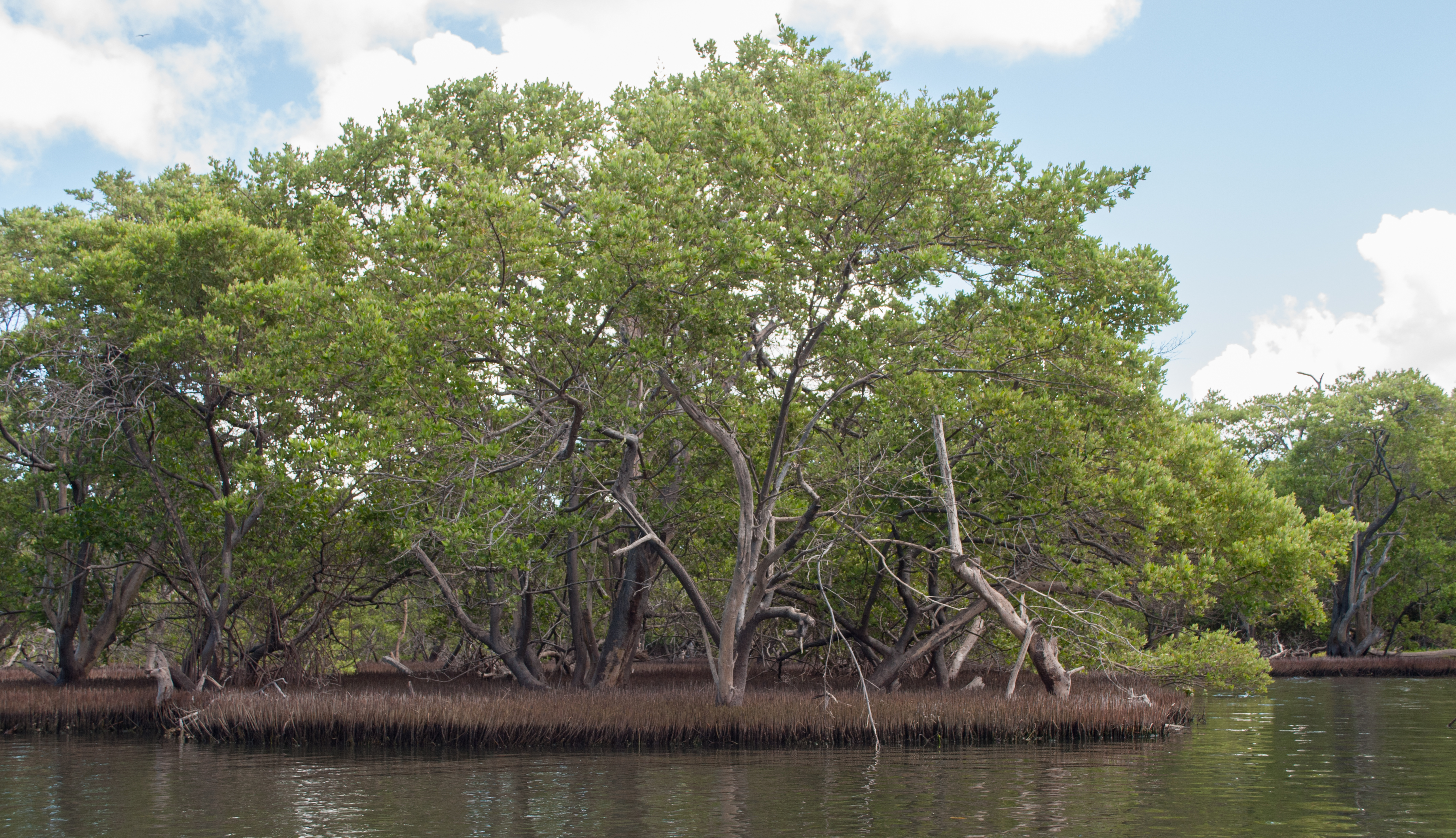
Manglar en La Restinga, Venezuela.

Las diferentes especies de mangle difieren en su tolerancia a la salinidad (halófitas), a las bajas concentraciones de oxígeno, a la estabilidad del sustrato, a la frecuencia de inundación (hidroperiodo), a la relación precipitación-evaporación, y a las características del relieve, entre otros factores, los cuales serán determinantes también para la “zonación” o patrones de distribución de las diferentes especies. Las especies de mangle, como especies halófitas, pueden tolerar concentraciones variables de salinidad: se pueden encontrar desde 0 ups (unidades prácticas de salinidad) hasta 70 ups (la salinidad del mar es de aproximadamente 35 ups). En el continente americano se encuentran distribuidas pocas especies; en México y el Caribe se pueden identificar 3 o 4 especies de manglares.
Se ha determinado que la colonización la inicia el mangle colorado o mangle rojo (Rhizophora mangle), una especie que tolera salinidad desde 0 hasta 45 ups, requiere de tiempos de inundación mayores y aguas con mayor circulación y se arraiga bien en suelos muy blandos e inestables, los cuales afianza y estabiliza al crecer; esto permite la colonización de otras especies, como el mangle salado, mangle negro o mangle prieto (Avicennia germinans), una de las especies más tolerantes a la salinidad: en suelos hipersalinos (70 ups) puede modificar su estructura fisonómica, formando arbustos o matorrales; posee pneumatóforos que le permiten realizar intercambio de gases; igualmente afianza los suelos. El mangle bobo o mangle blanco (Laguncularia racemosa) puede encontrarse distribuido entre los dos anteriores; tolera salinidades de 0 a 45 ups, con frecuencia de inundación menor al mangle rojo y mayor al mangle negro, además de un sustrato (suelo) aún más estable. En algunos sitios puede estar presente el mangle Zaragoza o mangle botoncillo (Conocarpus erectus), una especie que está más en contacto con la vegetación terrestre. Puesto que las diferentes especies de mangle transforman sus sustratos y crean así hábitat para otras especies, la “sucesión” da origen a una secuencia de especies desde el frente marino hasta la tierra firme (una “zonación”).

## Importancia biológica, ecológica y sociocultural de los manglares
Los manglares a pesar de su área de cobertura relativamente pequeña en comparación con otros biotopos terrestres (v. gr., bosques latifoliados caducifolios tropicales), constituyen uno de los 14 biomas terrestres es decir, conforman una cohorte singular, sobresaliente, de plantas y animales que habita espacios con características físicas igualmente singulares.

### Importancia biológica

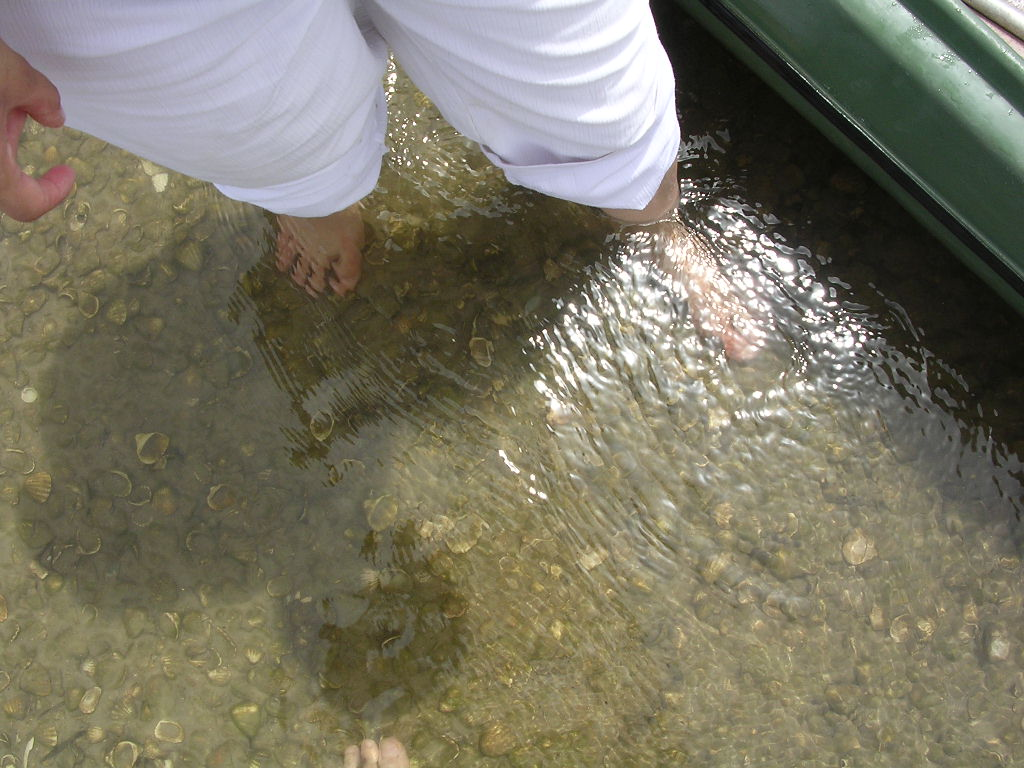
Ejemplo de moluscos y crustáceos de un manglar. Delta del Saloum, Senegal.

- Hábitat de especies migratorias, principalmente aves que pasan en los trópicos y subtrópicos la temporada invernal septentrional o meridional.
- Hábitat de estadios juveniles de muchos peces pelágicos y litorales, moluscos, crustáceos, equinodermos, anélidos, cuyos hábitat en estadios adultos son las praderas de fanerógamas, las marismas y lagunas costeras, los arrecifes coralinos u otros, incluso de aguas dulces en el interior de los continentes (aproximadamente el 70% de los organismos capturados en el mar, realizan parte de su ciclo de vida en una zona de manglar o laguna costera).
- Por su condición de ecotono entre los dos grandes tipos de biomasa, los manglares alojan gran cantidad de organismos terrestres y marinos.
- Poseen una productividad primaria muy alta lo que mantiene una compleja red trófica con sitios de anidamiento de aves, zonas de alimentación, crecimiento y protección de reptiles, peces, crustáceos, moluscos, entre otros (MacNae, 1968; Norudin, 1987; Flores-Verdugo, 3000)

### Importancia ecológica
- Los manglares protegen el litoral del golfo contra la erosión costera que deriva del oleaje y las mareas, como consecuencia de la estabilidad del piso litoral que las raíces fúlcreas proveen; de otra parte, el dosel denso y alto del bosque de manglar es una barrera efectiva contra la erosión eólica (vientos de huracanes, etc.), aún durante las temporadas de fuertes tormentas
- Los manglares son un paliativo contra posibles cambios climáticos no solo por ser fijadores de CO2, sino además porque el manglar inmoviliza grandes cantidades de sedimentos ricos en materia orgánica.
- También mediante este mecanismo, los manglares atrapan contaminantes (v. gr., compuestos orgánicos tóxicos persistentes y metales pesados)
- Los ambientes hipóxicos de los manglares (y de las marismas y lagunas costeras) purifican las aguas cloacales transportadas por los afluentes y disminuyen el cambio climático mediante la oxidación o reducción del óxido nitroso (gas de efecto invernadero) -producto de la descomposición anaeróbica de la materia orgánica-a óxido nítrico o a nitrógeno molecular respectivamente.
- Se estima que por cada especie de manglar destruida se pierden anualmente 767 kg de especies marítimas de importancia comercial (Turner, 1991)

### Importancia sociocultural

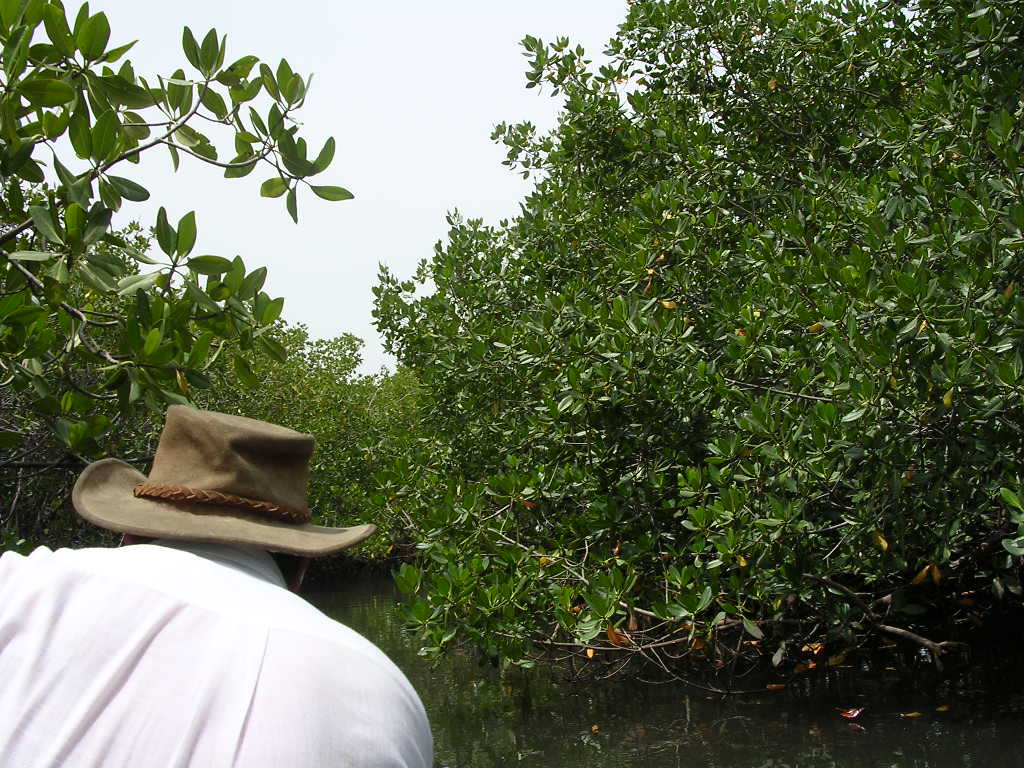
Las ramas de los manglares son útiles para obtener carbón vegetal, como este en Senegal.

Los manglares desempeñan un papel importante como fuente de recursos insustituibles para muchas poblaciones campesinas en los trópicos. Esto es particularmente crítico en aquellas regiones en donde las áreas terrestres adyacentes a los manglares son predominantemente áridas, v. gr., delta del Níger, cinturón árido pericaribeño, golfo de Bengala y por tanto limitadas en su oferta y diversidad de recursos. A continuación se listan los más importantes recursos. Cabe decir que estos han sido explotados sin menoscabo desde hace cientos y aún miles de años; sin embargo, recientemente (desde mediados del siglo XX), el crecimiento poblacional, la expansión urbana, la preponderancia del consumismo y el advenimiento de tecnologías extractivas eficientes han diezmado los recursos del manglar en muchas regiones, hasta condiciones irreversibles de deterioro y agotamiento.
- La pesca industrial a gran escala y la artesanal a nivel familiar
- Carbón de leña, madera de mangle para construcción y leña
- Zoocría de muchas especies (Hydrochaeris hydrochaeris, Caiman crocodilus, etc.)
- Extracción de sal
- Extracción de taninos
- Cacería
- Recreación y turismo